# Îles Raevski
Îles Raevski – grupa niewielkich wysp pochodzenia wulkanicznego położonych w centralnej części archipelagu Tuamotu w Polinezji Francuskiej. W skład grupy wchodzą trzy niezamieszkane atole: Hiti, Tepoto Sud i Tuanake. Administracyjnie wyspy należą do gminy Makemo. Zostały nazwane przez rosyjskiego badacza Fabiana Bellingshausena na cześć generała Nikołaja Rajewskiego.
- Hiti – owalny atol o całkowitej powierzchni 1,5 km², odkryty w 1820 roku przez Fabiana Bellingshausena.
- Tepoto Sud – atol o powierzchni około 0,6 km², w najbardziej oddalonych miejscach jego przekątna wynosi 3 km. Wyspę odkrył w 1768 roku Louis Antoine de Bougainville.
- Tuanake – atol położony 20 km na północ od Tepoto, jego powierzchnia wynosi 14 km².